# Ernst Niedermeyer
Ernst Friedrich Leopold Niedermeyer (* 19. Januar 1920 in Schönberg, Schlesien; † 5. April 2012 in Towson, Maryland) war ein deutsch-US-amerikanischer Neurologe und Psychiater, klinischer Neurophysiologe und Epileptologe.

## Leben
In Schlesien geboren, zog Niedermeyer als Schüler mit seinen Eltern nach Wien um. Nachdem sein Vater dort 1938 als Gegner der Nationalsozialisten nach dem Anschluss Österreichs an Deutschland über mehrere Monate inhaftiert wurde, musste er ein an der Universität Wien begonnenes Studium auch wegen der jüdischen Abstammung seines Großvaters abbrechen. Er wurde in die deutsche Armee eingezogen und erlitt u. a. bei Einsätzen an der Ostfront mehrere Verwundungen. 1944 wurde er an der Westfront in Frankreich gefangen genommen und als Begleiter und medizinischer Versorger verwundeter US-amerikanischer Soldaten bei deren Transport in die USA eingesetzt. In den USA kam er in Gefangenschaft, nach Kriegsende kehrte er nach Österreich zurück und schloss 1947 sein Medizinstudium in Wien und Innsbruck ab.
Danach arbeitete er zunächst als Gastarzt und ab als 1948 Assistenzarzt an der Innsbrucker Nervenklinik (Ordinarius: Hubert Urban). 1954 schloss er seine durch einen Forschungsaufenthalt an der Salpêtrière in Paris und in Lyon 1950/51 unterbrochene Facharztweiterbildung in Neurologie und Psychiatrie in Innsbruck ab.
Ab 1952 beschäftigte Niedermeyer sich intensiv mit dem Elektroenzephalogramm (EEG), nachdem die Universität Innsbruck im Rahmen des Marshall-Planes ein EEG-Gerät erhalten hatte und der zunächst zuständige Arzt pensioniert worden war. 1955 habilitierte er sich und war von 1958 bis 1960 kommissarischer Leiter der Neurologisch-Psychiatrischen Abteilung des Landeskrankenhaus Innsbruck.
Nachdem er 1960 zum außerordentlicher Professor ernannt worden war, wechselte Niedermeyer noch im gleichen Jahr in die USA, zunächst an die Psychiatrische Universitätsklinik (Sektor EEG und Neurophysiologie) in Iowa City, Iowa. 1964 wurde er Associate Professor, 1965 wechselte er an das Hospital der Johns Hopkins University in Baltimore, Maryland, als Leiter der EEG-Abteilung und Associate Professor für Neurologie sowie ab 1973 auch für Neurochirurgie als Teil des epilepsiechirurgischen Programms um die Neurochirurgen Arthur Earl Walker und später mit Sumio Uematsu (1934–1994). Ab 1976 war Niedermeyer Leiter der Anfallsambulanz für Erwachsene und ab 1987 Full Professor für Neurologie und Neurochirurgie. Ab 1990 war er Professor Emeritus, 1997 ging er in den Ruhestand.

## Werk
Niedermeyer war weltweit einer der bekanntesten EEG-Experten, was auch auf seinem erstmals 1982 erschienenen, mehrfach neu aufgelegten und nach seinem Tod unter seinem Namen weitergeführten Lehrbuch der Elektroenzephalographie beruht (siehe unter Bücher). Er war Ko-Autor zahlreicher Artikel in Fachzeitschriften und Buchbeiträge. 1969 benutzte er erstmals in einer Publikation den Begriff Lennox-Gastaut-Syndrom (zuvor schon 1966 anlässlich eines Symposiums in Marseille von Margaret Agnes Lennox-Buchthal vorgeschlagen) und beschrieb 1981 erstmals die subakute Enzephalopathie mit epileptischen Anfällen bei Alkoholismus (SESA).

### Bücher
- E. Niedermeyer (Hrsg.): Epilepsy. Recent Views on Theory, Diagnosis and Therapy of Epilepsy. (= Modern Problems of Pharmacopsychiatry. Vol 4). S. Karger, Basel 1970.
- E. Niedermeyer: Generalized Epilepsies. A Clinical-Electroencephalographic Study. C. C. Thomas, Springfield, Illinois 1972.
- E. Niedermeyer: Compendium of the Epilepsies. C. C. Thomas, Springfield, Illinois 1974.
- E. Niedermeyer, F. Lopes da Silva (Hrsg.): Electroencephalography. Urban & Schwarzenberg, Baltimore/Munich 1982. (letzte Auflage als Mitherausgeber: E. Niedermeyer, F. Lopes da Silva (Hrsg.): Electroencephalography. 5. Auflage. Lippincott Williams & Wilkins, Philadelphia / Baltimore / New York u. a. 2004) (aktuelle Auflage: D. L. Schomer, F. H. Lopes da Silva (Hrsg.): Niedermeyer’s Electroencephalography. Basic Principles, Clinical Applications, and Related Fields. 7. Auflage. Oxford University Press, Oxford / New York 2018)
- E. Niedermeyer: Epilepsy Guide. Diagnosis and Treatment of Epileptic Seizure Disorders. Urban & Schwarzenberg, Baltimore/Munich 1983.
- R. Degen, E. Niedermeyer (Hrsg.): Epilepsy, Sleep and Sleep Deprivation. Elsevier, Amsterdam / New York / Oxford 1984.
- E. Niedermeyer, R. Degen (Hrsg.): The Lennox-Gastaut Syndrome. Proceedings of a Symposium Held in Bad Kreuznach, Federal Republic of Germany, September 17 – 19, 1987. (= Neurology and Neurobiology. Vol 45). A. R. Liss, New York 1988.
- E. Niedermeyer: The Epilepsies. Diagnosis and Management. Urban & Schwarzenberg, Baltimore/Munich 1990.

## Auszeichnungen
- 1987: Ehrenmitglied der Deutschen Sektion der ILAE (seit 2004: Deutsche Gesellschaft für Epileptologie)
- 1988: (Hans) Berger-Preis der Deutschen EEG-Gesellschaft (seit 1996: Deutsche Gesellschaft für Klinische Neurophysiologie und Funktionelle Bildgebung; DGKN)
- 1998: Ehrenmitglied der Österreichischen Gesellschaft für Klinische Neurophysiologie und Funktionelle Bildgebung
- 2000: (Herbert Henri) Jasper-Award der US-amerikanischen Gesellschaft für Klinische Neurophysiologie

Seit 2007 vergibt die Österreichischen Sektion der ILAE (seit 2011: Österreichische Gesellschaft für Epileptologie; ÖGfE) alle zwei Jahre einen nach ihm benannten Preis.